# Tercera Via (Andorra)
La Tercera Via és una formació política i candidatura andorrana formada per diversos candidats independents i el partit comunal Unió Laurediana. La Tercera Via està encapçalada per l'exliberal Josep Pintat Forné.

## Història
La formació es va formar a finals de l'any 2018 amb gent de diverses procedències, especialment d'Unió Laurediana (Partit a qui la Tercera Via substituirà en l'àmbit nacional) i de Liberals d'Andorra amb la intenció de presentar-se a les eleccions al Consell General d'Andorra de 2019. Així mateix també va obtindre un cert impuls del grup d'opinió Virtus Unita Fortior i alguns dels seus membres van entrar a les llistes. L'ex Cap de Govern pel Parti Liberal d'Andorra, Albert Pintat Santolària i l'ex-Síndic General per la Coalició Reformista Joan Gabriel Estany van presentar les llistes del partit i van donar suport a la formació.
A les eleccions comunals de 2019, Tercera Via presentà candidatura a les parròquies d'Encamp, Ordino, Andorra la Vella, Sant Julià de Lòria i Escaldes-Engordany, aconseguint representació només a Laurèdia, on es presentà en coalició amb Unió Laurediana.

## Resultats electorals

### Consell General
| Elecció | Vots  | %     | Escons | +/– | Candidat           | Govern   |
| ------- | ----- | ----- | ------ | --- | ------------------ | -------- |
| 2019    | 1.853 | 10,42 | 4 / 28 | -1  | Josep Pintat Forné | Oposició |

### Eleccions comunals
| Elecció | Vots  | %   | Escons | +/– | Posició |
| ------- | ----- | --- | ------ | --- | ------- |
| 2019    | 1.906 | n/a | 9 / 80 | Nou | 3r      |